# アントワープ州立写真博物館

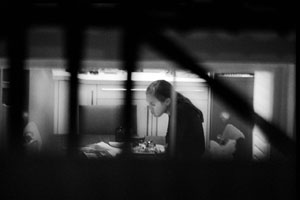
2005年に写真博物館で展示された、ヘンリー・ボンド (Henry Bond) の「Interiors Series」の1枚。

アントワープ州立写真博物館（アントワープしゅうりつしゃしんはくぶつかん、オランダ語: FoMu - FotoMuseum Provincie Antwerpen）は、ベルギーのアントウェルペン（アントワープ）にある、アントウェルペン州が設けている写真の博物館。各種の写真展の会場となるほか、ヨーロッパ有数の規模とされる歴史的なカメラや写真機器のコレクションを形成している。

## 沿革とプログラム
アントウェルペンの写真博物館は、歴史的写真と現代の写真のコレクションを形成しており、後者は毎年新たな展示会を開催している。コレクションの形成と並行して、写真展や映画の上映、講演会なども頻繁に行なわれている。この博物館は、フラマン語（オランダ語）で『FMM』という雑誌を刊行しており、芸術写真に特に力点が置かれながらも、写真についての様々な記事が掲載される。現在の博物館は、大改装を経て2004年に開館した。2005年には、ヘンリー・ボンド (Henry Bond) の「Interiors Series」が、この博物館で展示され、同年中にはアントン・コービンの回顧展も開催された。
現在の館長は、前任者クリストファー・ルイス (Christoph Ruys) から交代した、エルヴィエラ・ヴェルへ (Elviera Velghe) である。